# Lee Fu-hsiang
Lee Fu-hsiang (chinesisch 李福祥, Pinyin Lǐ Fúxiáng, * 17. Februar 1960) ist ein ehemaliger taiwanischer Radrennfahrer.

## Sportliche Laufbahn
Lee Fu-hsiang war im Bahnradsport aktiv. Er war Teilnehmer der Olympischen Sommerspiele 1984 in Los Angeles. Im 1000-Meter-Zeitfahren kam er auf den 22. Rang. Im Sprint schied er im Vorlauf gegen Alex Ongaro aus. Im Hoffnungslauf scheiterte er danach an Frank Orban. Er war auch Teilnehmer der Olympischen Sommerspiele 1988 in Seoul. Im 1000-Meter-Zeitfahren belegte er beim Sieg von Alexander Kiritschenko den 22. Platz. Im Sprint verlor er seinen Vorlauf gegen Nicolai Kowsch und den Hoffnungslauf gegen Hideki Miwa. Über sein weiteres Leben und seine sportlichen Erfolge ist nichts bekannt.